# Akamas (Sohn des Eussoros)
Akamas (altgriechisch Ἀκάμας Akámas) ist ein Thraker der griechischen Mythologie.
In Homers Ilias ist er ein Sohn des Eussoros. Im Trojanischen Krieg ist er der Anführer der Thraker und zeichnet sich durch seine Schnelligkeit und Tapferkeit aus, wird aber von Aias dem Telamonier getötet. Bei Dictys Cretensis stirbt er von der Hand des Idomeneus.